# 辻一幸
辻 一幸（つじ かずゆき / いっこう、1940年（昭和15年）10月2日 - ）は日本の政治家。元山梨県早川町長（11期）。

## 来歴

### 早川町長就任まで
1940年（昭和15年）早川町生まれ。甲府北中学校、甲府第一高等学校を経て、1964年（昭和39年）青山学院大学経済学部を卒業した。早川町で運送業を営む。
1980年（昭和55年）の早川町長選挙で初当選した。

### 早川町長就任後
一幸は1980年の町長就任以降、1992年と2012年の2回のみ選挙戦を行っており、他の9回は全て無投票での当選である。退任時点で当選回数と就任年数は全国最多だった。

### 町長引退
2023年12月6日、定例の町議会で、「春ごろから体調不良が続いている」と述べ、2024年11月15日の任期満了を以ての退任を表明した。

## 早川町長選
2012年10月28日実施。
※当日有権者数：1,107人 最終投票率：92.68%（前回比：-pts）
| 候補者名   | 年齢 | 所属党派 | 新旧別 | 得票数 | 得票率 | 推薦・支持 |
| ---------- | ---- | -------- | ------ | ------ | ------ | ---------- |
| 辻一幸     | 72   | 無所属   | 現     | 609票  | 59.35% |            |
| 望月三千生 | 57   | 無所属   | 新     | 417票  | 40.64% |            |